# 니케아 공방전 (1113년)
1113년의 니케아 공방전은 동로마-셀주크 전쟁 중에 일어났다.
제1차 십자군의 성공과 1101년 십자군의 실패 이후, 셀주크 투르크는 동로마 제국에 맞서 공격작전을 재개했다. 황제 알렉시오스 1세 콤니노스는 노령으로 고통받고 있었고, 동로마 아나톨리아으로의 투르크인들의 습격에 대처할 수 없었다. 그러나 룸 술탄국은 니케아에 대한 포위 공격에 실패하면서, 마침내 전투에 참여했다.

## 노트
1. ↑  Norwich, John Julius (1997). 《A Short History of Byzantium》. New York: Vintage Books. 264쪽.